# Maurice Baquet
Maurice Baquet (* 26. Mai 1911 in Villefranche-sur-Saône; † 8. Juli 2005 in Noisy-le-Grand) war ein französischer Schauspieler, Sportler und Musiker.

## Leben
Maurice Baquet war ein Multitalent. Er war ein begabter Musiker, gewann als Cellist den ersten Preis des Conservatoire de Paris. Außerdem war er ein sehr guter Bergsteiger, was er in vielen seiner Filme einbringen konnte. Er kam zum Theater, als er dem Dichter Jacques Prévert auffiel, als er an diesem mit einem Cello unter dem Arm auf einem Fahrrad vorbeifuhr. Er wurde Mitglied in Prevets berühmter Theatergruppe Oktobergruppe. Bald darauf kam er zum Film und wurde mit Auftritten in über 80 Kino- und Fernsehproduktionen ein beliebter Star in Frankreich. Doch Baquet beschränkte sich nicht nur auf die Filmarbeit. Er trat als Alleinunterhalter auf, in Operetten, in Music Halls und sogar in den Theatern von London.

## Filmografie (Auswahl)
- 1935: Zwischen Abend und Morgen (Veille d’armes)
- 1936: Das Verbrechen des Herrn Lange (Le Crime de Monsieur Lange), Regie: Jean Renoir
- 1936: Nachtasyl (Les Bas-fonds), Regie: Jean Renoir
- 1937: Der Herzensbrecher (Gueule d’amour), Regie: Jean Grémillon
- 1941: Der letzte Trumpf (Dernier atout), Regie: Jacques Becker
- 1945: Dernier métro, Regie: Maurice de Canonge
- 1969: Z, Regie: Constantin Costa-Gavras
- 1975: Die Biene Maja (TV-Serie) (französische Stimme von Flip)
- 1976: Monsieur Klein (Mr. Klein), Regie: Joseph Losey
- 1979: Mädchenjahre (L'Adolescente), Regie: Jeanne Moreau
- 1992: Angst (La peur), Regie: Daniel Vigne
- 1995: Hundert und eine Nacht (Les Cent et une nuits de Simon Cinéma), Regie: Agnès Varda
- 1998: Gott allein sieht mich (Dieu seul me voit (Versailles-Chantiers)), Regie: Bruno Podalydès